# Saison 3 des Mystères de l'amour
Chronologie
Saison 2 Saison 4
La troisième saison des Mystères de l'amour, série télévisée française créée par Jean-François Porry, a été diffusée en deux parties, d'abord du 26 mai au 7 juillet 2012 (pour les épisodes 1 à 9) puis du 13 octobre 2012 au 10 février 2013 (pour les épisodes 10 à 26), sur la chaîne TMC.

## Synopsis de la saison
Contrairement aux deux premières saisons de la série, les 26 épisodes qui constituent cette troisième saison ne s'articulent pas autour d'une même intrigue. Une première arche narrative concerne l'arrivée de Chloé, la petite sœur d'Hélène, qui est recherchée par des trafiquants de diamants. Cela conduit à l'enlèvement d'Hélène et à l'incarcération de José, avant que tout ne rentre dans l'ordre. L'intrigue suivante concerne Ingrid, qui souhaite épouser Angèle aux Pays-Bas afin de toucher l'héritage d'un vieil oncle mourant. Une fois encore, la bande démêle le vrai du faux et libère Angèle de l'emprise d'Ingrid. L'intrigue policière suivante est celle élaborée autour de Vincent, l'amoureux fou d'Aurélie, qui est la sœur de Bénédicte. Il enlève tour à tour Aurélie, Hélène et Bénédicte, avant d'être neutralisé par les garçons. Enfin, la dernière arche narrative s'articule autour d'Ingrid, qui est recherchée par Ricardo et les narcotrafiquants colombiens pour avoir livré leur chef à la police. La jeune femme qui a tout perdu à la suite de l'histoire avec Angèle entraine dans sa chute Jeanne et Nicolas, mais leur enlèvement se solde par l'arrestation de Ricardo. Parallèlement, la bande prépare la "Villa Bonheur" pour l'ouverture de la maison d'hôtes et Christian et Fanny poursuivent leur carrière dans la musique. Par ailleurs, les couples continuent de se faire et de se défaire. Jeanne et Nicolas se séparent, la première se rapprochant de Jimmy et le second flirtant d'abord avec Fanny, puis avec Hélène et enfin avec Aurélie. Fanny, elle, se rapproche de Christian tandis qu'Antoine, jaloux, tombe sous le charme de Chloé. De son côté, Laly apprend qu'elle est enceinte de Jimmy mais termine sa relation avec lui et commence à fréquenter John, qui n'est autre que le père de Fanny. Jeanne aussi apprend qu'elle est enceinte de Nicolas, mais elle fait une fausse couche et apprend qu'elle ne peut plus avoir d'enfant. Elle décide de partir à Love Island en laissant une lettre à Nicolas. Laly perd également son enfant à la suite d'un accident de voiture, mais elle décide de ne pas le révéler à ses amis. Enfin, Hélène retrouve Peter Watson et entame avec lui une relation. La saison se termine sur le mariage de Bénédicte et José, en présence de toute la bande et de leurs vieux amis Sébastien et Cynthia.

## Distribution

### Acteurs principaux (dans l'ordre d'apparition au générique)
- Isabelle Bouysse : Jeanne Garnier
- Patrick Puydebat : Nicolas Vernier
- Laure Guibert : Bénédicte Breton
- Philippe Vasseur : José Da Silva
- Coralie Caulier : Angèle Dumont (épisodes 1 à 4)
- Elsa Esnoult : Fanny Greyson (épisodes 5 à 26)
- Sébastien Roch : Christian Roquier
- Macha Polikarpova : Olga Poliarva (épisodes 1 à 4)
- Marion Huguenin : Chloé Girard (épisodes 5 à 26)
- Lakshan Abenayake : Rudy Ayake
- Carole Dechantre : Ingrid Soustal
- Tom Schacht : Jimmy Werner
- Laly Meignan : Laly Polleï
- Hélène Rollès : Hélène Girard

### Acteurs récurrents
- Alexandre Resseguier : Thomas Osmond
- Shafik Ahmad : Walid
- Nicolas Van Beveren : Antoine Vargas
- Célyne Durand : Mylène
- Richard Pigois : John Greyson
- Angèle Vivier : Aurélie Breton
- Jean-Marie Laronze : Vincent, l'homme fou amoureux d'Aurélie
- Claude Jan : Guillaume
- Serge Gisquière : Peter Watson
- Philippe Phaeton De Lasserre : Khalil
- Théo Phan : Yann Gaubert
- Olivier Bénard : Ricardo
- Fabien Jegoudez : L'agresseur d'Antoine et Chloé
- Stéphane Kay : Un dealer

### Invités
- Bruno Le Millin : Roger Girard
- Magalie Madison : Annette Lampion
- Sébastien Courivaud : Sébastien
- Annette Schreiber : Cynthia Sharks
- Titouan Laporte : Diego
- Camille Goncalves Fernandes : Léa Werner
- Louna Courivaud : Louna

## Liste des épisodes
1. L'esprit de famille
2. Erreurs de jeunesse
3. Mise au point
4. Séparation
5. Le fiancé australien
6. Amours en fuites
7. Dramatiques surprises
8. Retour agité
9. Entre deux feux
10. Mensonges ou trahisons ?
11. Méprises
12. Une histoire d'amour
13. L'horrible doute
14. Inquiétante romance
15. Fou d'amour
16. Séductions
17. Retournements
18. Décision difficile
19. Tensions extrêmes
20. Le paria
21. Solidarité
22. Échanges
23. Le tout pour le tout
24. Nouveau départ
25. Préparatifs
26. Mariage